# Aksilær kappe
Aksilære kappe er en fibrøs kappe der indkapsler den første portion af den aksilære arterie, sammen med den aksilære vene og den brachiale plexus (men nogle kilder foreslår at den aksilære vene ligger helt udenfor kappen). Det er en forlængelse af den dybe cervikale fascies prevertebrale fascie.
En brachial plexus nerveblokade kan laves ved at injicere bedøvelse i dette område.